# Джамбул Худайбергенов
Джамбул Худайбергенов (каз. Жамбыл Төлекеұлы Құдайбергенов 17 травня 1949, м. Тараз, Казахська РСР — 6 жовтня 1990, м. Алмати, Казахська РСР) — радянський актор кіно, заслужений артист Казахської РСР (1990).

## Біографія
Походив з родини Косаї роду Адай племені Баюли. У юності успішно навчався в оперній школі, демонструючи чудові вокальні дані, і всерйоз збираючись пов'язати своє майбутнє життя з оперою. У 1974 році Закінчив акторський факультет Всеросійського державного інституту кінематографії (у майстерні Б. А. Бабочкіна). Повернувшись на батьківщину почав працювати кіноактором на студії «Казахфільм». У кіно дебютував у кримінальній драмі Ельдора Уразбаєва «Вибір» у 1975 році. Джамбул Худайбергенов мав прекрасну зовнішність східного героя та знявся у багатьох фільмах, знятих у колишніх радянських республіках.

## Фільмографія
- 1975 — Вибір — Макен
- 1975 — Байка про кохання — Темір
- 1976 — Кидок, або Все почалося в суботу — Джамбул Худайбергенов баскетболіст
- 1976 — Зустрічі на Медео — Тимур Каратаєвич
- 1977 — Одного разу на все життя — Еркебулан
- 1977 — Поле Айсулу — Сиргак
- 1978 — Скарб чорних гір — Наріман Данаєв
- 1979 — Смак хліба — Джамбул Міргазієв
- 1979 — Додаткові запитання
- 1979 — Коли відлітають казарки
- 1979 — Погоня в степу — Ахмед
- 1979 — Ранні журавлі
- 1980 — Гінці поспішають — Кенже
- 1980 — Ми — дорослі — Заур
- 1980 — Пора дзвінкої спеки;— член правління
- 1981 — Останній перехід — Губайдулла
- 1982 — Білий шаман — Пойгін
- 1982 — Біля кромки поля
- 1983 — Довгий чумацький шлях — Камбар
- 1983 — Спокуй провину — Султан
- 1984 — Оловлі йуллар — Софізаде
- 1985 — Гепард повертається — Дикамбат
- 1985 — Заповіт — капітан
- 1985 — Через дві весни
- 1986 — Золота баба — вогул
- 1986 — Люби мене, як я тебе — полярник, друг Федора
- 1986 — Перший хлопець — інженер
- 1986 — Потерпілі претензій не мають — Валерій Асілбеков
- 1986 — Людина на мотоциклі
- 1987 — Хто ти, вершнику? — Такир
- 1988 — Пригоди Арслана — Лютий пес Шайтан-Шер, зачарований мисливець Шер
- 1988 — Убити дракона — начальник охорони
- 1989 — Бейбарс — Турфан
- 1989 — Ведучий на одну зміну — Баярд
- 1989 — Його батальйон — Муратов
- 1989 — Султан Бейбарс — Турфан в молодості
- 1990 — Повелитель темряви — слуга Ерлік-Хана
- 1990 — Ултуган — колишній капітан